# 197 (număr)
197 (o sută nouăzeci și șapte) este un număr natural precedat de 196 și urmat de 198.

## În matematică
197:
- Este un număr impar
- Este un număr prim
  - Este un număr prim aditiv.[3][4]
  - Este un număr prim Chen
  - Este un prim Eisenstein fără o parte imaginară
  - Este un număr prim Euler[5][6]
  - Este un prim puternic
  - Este un număr prim tare.[7][8]
  - Este un prim geamăn cu 199
  - Este o treime dintr-un cvadruplu prim: 191, 193, 197, 199
  - Este cel mai mic număr prim care este suma a 7 numere prime consecutive: 17 + 19 + 23 + 29 + 31 + 37 + 41
  - Este un număr prim circular.[9]
  - Este un număr prim trunchiabil la stânga.[10][11]
  - Este suma primelor doisprezece numere prime: 2 + 3 + 5 + 7 + 11 + 13 + 17 + 19 + 23 + 29 + 31 + 37
- Este un număr centrat heptagonal, a număr figurativ centrat care reprezintă un heptagon cu un punct în centru și toate celelalte puncte care înconjoară punctul central în straturi heptagonale succesive
- Este un număr deficient, deoarece suma sa alicotă, 1, este mai mică de 197
- Este un număr Keith, numit și număr repfigit deoarece se bazează pe seria Fibonacci.[12][13]
- Este un număr Schröder–Hiparh.[14][15]* 197 este un prim palindromic în baza 14 (101).
- Este un număr fără pătrat
- Este un număr Ulam
- Este suma cifrelor tuturor numerelor prime din două cifre: 11, 13, 17, 19, 23, 29, 31, 37, 41, 43, 47, 53, 59, 61, 67, 71, 73, 79, 83, 89, 97

## În muzică
- "197" este o melodie a grupului norvegian de rock alternativ Major Parkinson din albumul lor de debut

## În alte domenii
199 este de asemenea:
- Anul 197 î.Hr. sau 197
- Minusculul 197 este un manuscris minuscul grecesc al Noului Testament, scris pe pergament
- 197 Arete este un asteroid al Centurii de asteroizi. Are o suprafață foarte luminoasă, neobișnuit de strălucitoare chiar și pentru un asteroid stâncos